# Pindsko-makedonska kneževina
Pindsko-makedonska kneževina je marionetska država Sila Osovine. Postojala je u razdoblju od 1941. do 1944. godine. 
Ustanovili su ju italijanski i bugarski okupatori južne Kraljevine Jugoslavije i severozapadne Kraljevine Grčke. Gledano u današnjim međama, nalazila se na prostoru današnje Grčke i Severna Makedonije, na području Pindskog gorja.
Ovo je bila država grčkih Vlaha. Glavni pokrovitelj joj je bila fašistička Kraljevina Italija. Nakon pada fašističkog režima u Italiji 1943. godine, vojvoda iz vlaške kuće Diamandi biva zamijenjen grofom iz kuće Česnegić (Cseszneky de Milvány), mađarskog porekla. Nakon njega je došao na vlast njegov brat Mihajlo. 
Ova država je imala protivgrčku politiku, ali uprkos fašističkim pokroviteljima, nije se postavila protivjevrejski.
Posle rata, odnosno nakon 1949. i ponovnog uklučenja ozemlja ove države u grčku državu, svi pripadnici vlaške manjine su bili izloženi progonu od strane grčke vlasti.

## Vladari
Vojvodska kuća Diamandi:
- 1941—1942. Alcibijade DiamandiI.
- 1942. Nikola Matussi